# La terrazza
La terrazza és un film franco-italià d'Ettore Scola estrenat el 1980.

## Argument
Vells amics, de l'esquerra cultural, es troben per a un ritual sopar a la gran terrassa romana d'un d'ells. La càmera es passeja i descobreix converses, després segueix un dels protagonistes i s'endinsa a la seva vida, abans de tornar al sopar i seguir-ne un altre. L'entusiasme de la joventut ha deixat lloc a l'amargor i a la comprovació dels fracassos, tant professionals com sentimentals.
Ens trobem amb Enrico, un guionista en crisi, Amedeo, un productor, Luigi, un editor i periodista, Sergio, un executiu de TV, Galeazzo, que acaba de tornar de Veneçuela, Bruno, productor d'anuncis de TV, i Mario, un diputat del Partit Comunista.

## Repartiment
- Ugo Tognazzi: Amedeo
- Jean-Louis Trintignant: Enrico
- Marcello Mastroianni: Luigi
- Serge Reggiani: Sergio
- Stefania Sandrelli: Giovanna
- Galeazzo Benti: Galeazzo
- Marie Trintignant: Isabella
- Agenore Incrocci: el seu propi paper
- Vittorio Gassman: Mario
- Stefano Satta Flores: Tizzo
- Ombretta Colli: Enza
- Milena Vukotic: Emanuela
- Carla Gravina: Carla
- Maurizio Micheli: Bruno

## Al voltant de la pel·lícula
- A la pel·lícula, Sergio, interpretat per Sergé Reggiani, mor del rebuig a alimentar-se per fàstic de la vida, al començament del rodatge del Viatge del Capità Fracàs, projecte que havia dut i del qual la interpretació avantguardista (en el sentit pejoratiu del terme) per un jove arribista el desplau fortament. Deu anys més tard Ettore Scola rodarà una altra versió del Viatge del capità Fracàs.
- Tot i trobar-nos amb un guió d'Age & Scarpelli i Scola, estem ben lluny de les comèdies dels anys 1960, la carn és trista  i els personatges ja no tenen ganes de riure. La noia, interpretada per Marie Trintignant ens recorda que una generació ha passat i que els herois han viscut el seu temps, amb tota la tragèdia que això implica.

## Premis
- Millor actriu secundària (Festival de Cannes) per Carla Gravina (1980)
- Premi de guió i diàlegs al Festival de Cannes per Ettore Scola, Agenore Incrocci, Furio Scarpelli (1980)[4]